# فرط التطفر
التطفر الجسدي المفرط (somatic hypermutation) أو (SHM) هي آلية خلوية يتعرف فيها الجهاز المناعي على العناصر والجسيمات الغريبة ومسببات الأمراض مثل الميكروبات، ويقوم بتحييدها أو إبادتها خلال عملية نضج الكائن الحي، تعمل هذه الآلية على تنويع الخلايا المستقبلة (B)، والتي تستخدم للتعرف على الجسيمات الغريبة (أنتيجينات)، وبالتالي تسمح لجهاز المناعة أن يستجيب لهذه الجسيمات والمخاطر خلال فترة حياة الكائن الحي.
تضمن عملية التطفر المفرط عملية مبرمجة من الطفرة التي تؤثر على مناطق مختلفة من الجينات المناعية. وعلى العكس من الطفرات الجرثومية (التي تنتقل للأبناء)، فإن الطفرات الجسدية المفرطة تؤثر على الخلايا المناعية الفردية للكائن، ولا تنتقل إلى الأبناء.
كذلك فإنه خلال عملية التطفرالجسدي المفرط يتم تطوير خلايا B الليمفاوية.

## الهدف
عندما تدرك الخلايا المستقبلة B وجود أنتيجين، فإنه يتم تحفيزها للانقسام (الانتشار)، وخلال الانتشار فإن معدل حدوث الطفرات الجسدية في مكان تواجد خلايا B يزداد بمقدار105 _ 106 أضعاف أكبر من المعدل الطبيعي للطفرة في جميع أنحاء الجين. وفي حالة الطفرة الجسدية المفرطة فإن التغير الذي يحدث للمعلومات الجينية ناجم عن تبديل قاعدة نيتروجينية مع قاعدة أخرى؛ أما التغيير الناتج عن حذف أو إضافة قاعدة نيتروجينية فهو أقل شيوعاً. وغالباً ما تحدث مثل هذه الطفرات في «النقاط الساخنة» للحمض النووي حمض نووي ريبوزي منقوص الأكسجين، والتي تتركز في مناطق التغيير المفرط للمعلومات الجينية.وهي مناطق محددة تتضمن المواقع التي يتم فيها التعرف على الأنتيجينات. النقاط الساخنة للطفرات الجسدية المفرطة تختلف باختلاف القاعدة النيتروجينية التي استبدلت. RGYW للقاعدة النيتروجينية غوانين، WRCY للقاعدة سايتوسين، WA للقاعدة أدينين و TW للقاعدة ثايمين. .النتيجة النهائية لعملية التطفر المفرط تحدث نتيجة التوازن بين حدوث الخطأ وعملية التعديل والإصلاح ذي الدقة العالية. وهذا التطفر المفرط يسمح باختيار خلايا B المستقبلة في الجهاز المناعي ولديها القدرة على اكتشاف انتيجين معين والربط عليه.

## آلية الحدوث
أثبتت التجارب أن آلية التطفر المفرط تضمن نزع الأمين سايتوسين إلى يوراسيل في الحمض النووي DNA ، بمساعدة إنزيم يسمى "Activation-Induced (Cytidine) Deaminase" أو (AID). وبالتالي فإن الزوج المتلازم سايتوسين_ غوانين يتحول إلى يوراسيل _ غوانين. ونظراً لعدم احتواء الحمض النووي DNA على القاعدة النيتروجينية يوراسيل فإنه وللحفاظ على سلامة الجين، فإن هذه الطفرات يتم إصلاحها بمساعدة إنزيمات إصلاح القواعد النيتروجينية المبتورة ذات الدقة العالية " Base excision repair enzymes ". ويتم إزالة القواعد النيتروجينية اليوراسيل بوساطة هذه الانزيمات، وبالتالي يتم تخليق حمض نووي DNA مبلمر خاطئ "uracil-DNA glycosylase"، يستخدم لملأ الفجوة وخلق الطفرات. وهذه الطفرات تخلق في موضع القاعدة النيتروجينية السايتوسين أو غيرها من القواعد المجاورة.

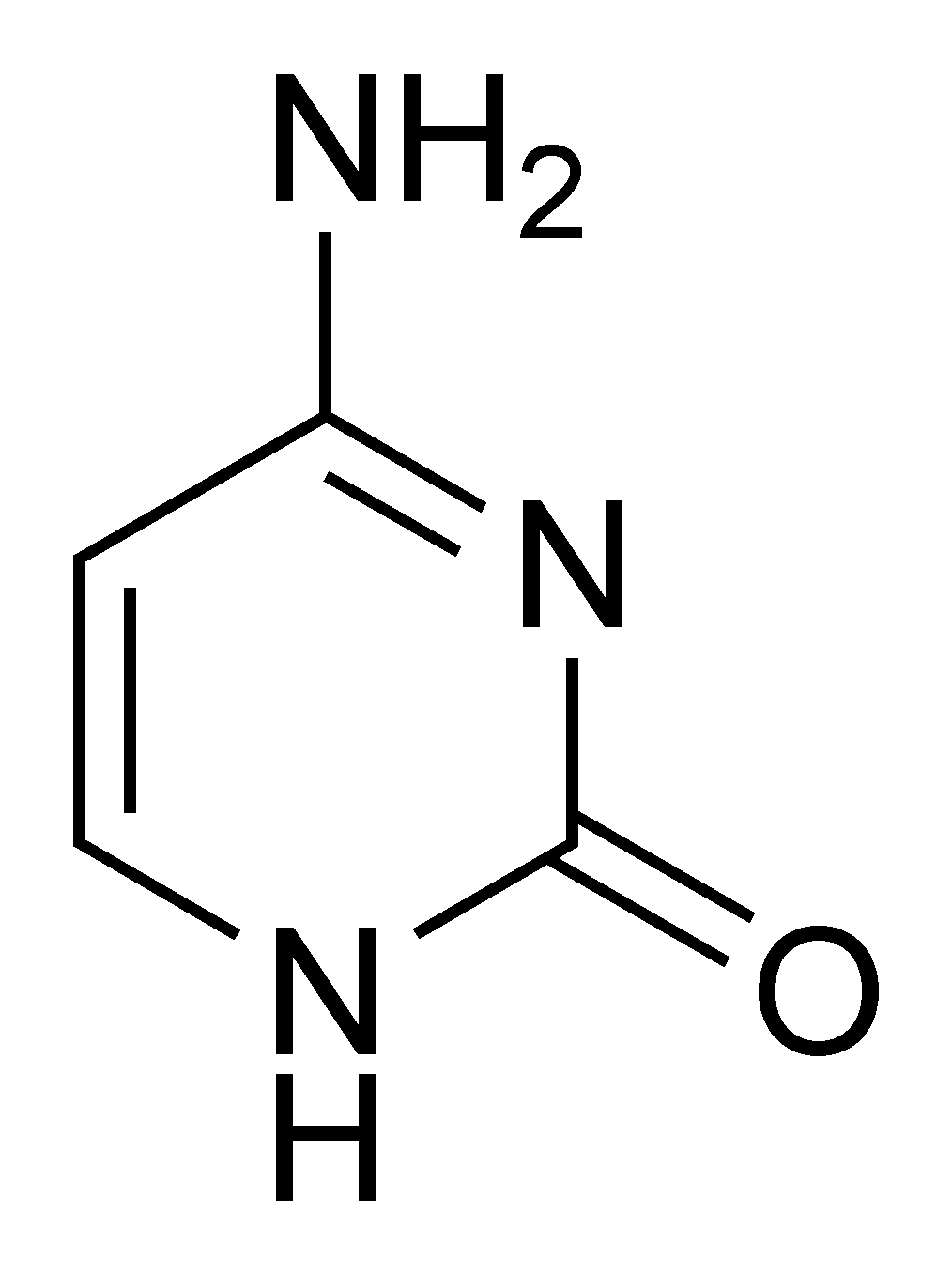

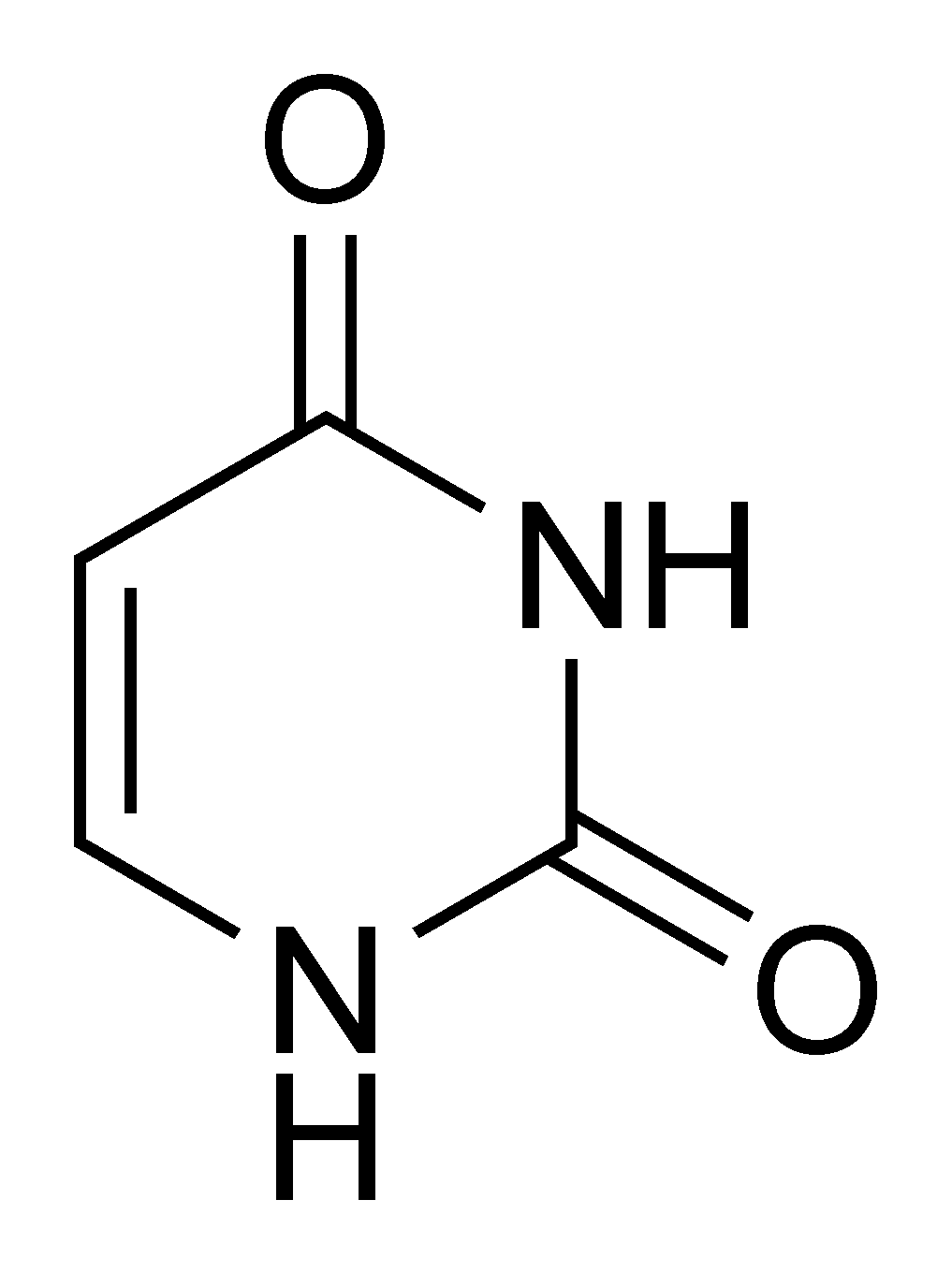

ويتم نسخ الحمض النووي وترجمة خلال انقسام خلايا B . وفي بداية حدوث الطفرات، ونتيجة لانتشار خلايا B بأعداد كبيرة وتكاثرها، يتم إنتاج الآلاف من خلايا B التي تمتلك مستقبلات مختلفة، وخصوصية مختلفة، يتم من خلالها تحديد خلية B المناسبة لأنتجين معين واختيارها، وتتمايز إلى خلايا بلازمية منتجة للأجسام المضادة، ذات ذاكرة طويلة الأجل، تساهم في الاستجابة المناعية للأنتيجين عند الإصابة مرة أخرى.
آلية التطفر المفرط تستخدم أيضا خلايا ذاتية ضد «توقيع» من خلايا الكائن الحي نفسه. وافترض ان فشل عملية الاختيار الذاتية هذه يؤدي تطوير استجابة مناعية ذاتية.